# 宇多頼重
宇多 頼重（うだ よりしげ）は、安土桃山時代の武将。

## 略歴
宇多頼忠の子として誕生した。石田三成の正室・皎月院の兄に当たると言われている（異説では弟とも）。
慶長5年（1600年）、関ヶ原の戦いで父と共に佐和山城を守備していたが、9月15日に三成ら西軍が大敗・壊滅すると小早川秀秋らによって攻撃を受ける。抵抗したもののかなわず、9月17日に父や石田正継・正澄父子らと共に自害した。